# Dasyleurotettix miserabilis
Dasyleurotettix miserabilis är en insektsart som först beskrevs av Blanchard 1851.  Dasyleurotettix miserabilis ingår i släktet Dasyleurotettix och familjen torngräshoppor. Inga underarter finns listade i Catalogue of Life.